# Lophotriorchis kienerii
Lophotriorchis kienerii е вид птица от семейство Ястребови (Accipitridae), единствен представител на род Lophotriorchis.

## Разпространение
Видът е разпространен в Бангладеш, Бутан, Бруней, Виетнам, Индия, Индонезия, Камбоджа, Китай, Лаос, Малайзия, Мианмар, Непал, Тайланд, Филипините и Шри Ланка.